# NGC 7390
NGC 7390 ist eine Linsenförmige Galaxie vom Hubble-Typ S0 im Sternbild Pegasus am Nordsternhimmel. Sie ist schätzungsweise 380 Millionen Lichtjahre von der Milchstraße entfernt und hat einen Durchmesser von etwa 110.000 Lichtjahren.
Im selben Himmelsareal befinden sich u. a. die Galaxien NGC 7385, NGC 7386, NGC 7387, NGC 7389.
Das Objekt wurde am 27. November 1850 von Bindon Blood Stoney entdeckt.